# Saint-Yon
Saint-Yon település Franciaországban, Essonne megyében. Lakosainak száma 914 fő (2022. január 1.). Saint-Yon Égly, Boissy-sous-Saint-Yon, Breuillet, Breux-Jouy és Saint-Sulpice-de-Favières községekkel határos.

## Népesség
A település népessége az elmúlt években az alábbi módon változott:
| Lakosok száma | 879  | 879  | 897  | 894  | 901  | 902  | 907  | 905  | 914  |
|               | 2013 | 2015 | 2016 | 2017 | 2018 | 2019 | 2020 | 2021 | 2022 |